# Revolta do Quebra-Quilos
Revolta do Quebra-Quilos foi uma revolta ocorrida na região Nordeste do Brasil, entre fins de 1872 e meados de 1877, contra a padronização do sistema de pesos e medidas.

## Contexto
Em 26 de junho de 1862 foi aprovada no Império do Brasil uma lei determinando que o sistema de pesos e medidas então em uso, seria substituído em todo o Império pelo sistema métrico francês, na parte concernente às medidas lineares de superfície, capacidade e peso. O novo sistema, entretanto, só entrou em vigor em 1872, com a promulgação do Decreto Imperial de 18 de setembro. Em 1874 estavam também ainda em uso no Brasil uma grande variedade de outros pesos e medidas, como a braça, a légua, o feixe, o grão, a onça, o quintal e muitos outros padrões, aos quais a população estava acostumada. Com a substituição dessas medidas concretas e conhecidas por medidas novas e abstratas, pequenos lavradores e consumidores temiam ser desfavorecidos nas suas relações com os comerciantes e cobradores de impostos. A revolta foi contemporânea e teve coincidência de geografia e objetivos com os rasga-listas, movimentos contra a lei de 1874 implantando o serviço militar obrigatório por sorteio.

## Revolta
A tentativa de implantação do novo sistema métrico no país provocou revolta em diversos lugares. No estado da Paraíba, por exemplo, onde tudo começou, João Vieira, o João Carga d'Água, liderou os revoltosos que iniciaram o movimento no povoado de Fagundes em Campina Grande num dia de feira, onde quebraram as "medidas" (caixas de madeira de um e cinco litros de capacidade), fornecidas pelo poder público municipal e usadas pelos feirantes, e atiraram os pesos dentro de um açude da cidade chamado hoje de Açude Velho. Os revoltosos cresceram em número, e já então sob a liderança de Manuel de Barros Souza, conhecido como Neco de Barros, e Alexandre Viveiros, invadiram a cadeia da cidade e libertaram os presos, incendiaram o cartório local e os arquivos da prefeitura.[carece de fontes?]
Em mais de setenta outras localidades nordestinas, o povo se rebelou, invadindo as Câmaras e destruindo as medidas e os editais. Diversos motivos determinaram o descontentamento da população. Uma delas foi a cobrança de taxas para o aluguel e aferição dos novos padrões do sistema métrico – balanças, pesos e vasilha de medidas. A lei que os criara proibia a utilização dos antigos padrões, e os seus substitutos deveriam ser alugados ou comprados na Câmara Municipal à razão de 320 réis por carga. Os comerciantes, por sua vez, acrescentavam ao preço das mercadorias o valor do aluguel ou da compra dos padrões, o que encarecia ainda mais os produtos para a população.
Outra razão foi a criação do chamado "imposto do chão", cobrado dos feirantes que expunham no chão da feira as mercadorias que pretendiam vender. E uma terceira, o estabelecimento das novas regras de recrutamento, sobre as quais se dizia que não escapariam do "voluntariado" militar nem as pessoas de posses.
Por todas essas razões o número de revoltosos cresceu de forma acelerada, já que era engrossada por comerciantes, por proprietários de imóveis, por pequenos agricultores cuja receita dependia da venda semanal de sua produção na feira, e também por consumidores que se sentiam diretamente atingidos em virtude da elevação de preços dos produtos que precisavam adquirir.[carece de fontes?] A luta contra a sistemática inovadora se estendeu a muitos outros municípios, e acabou envolvendo também os estados de Piauí, Paraíba, Pernambuco, Alagoas e Rio Grande do Norte. Neste estado, das treze vilas rebeladas, cerca de cinco eram da região do Seridó: Acari, Currais Novos, Flores, Jardim e Príncipe.

## Repercussão
Pela repercussão favorável que encontrou, a revolta dos Quebra-Quilos preocupou fortemente as autoridades provinciais porque vilas inteiras do Nordeste aderiram à rebelião contra o decreto que impunha a implantação de um novo sistema métrico, com seus habitantes saqueando feiras e destruindo pesos e medidas do comércio. Mas a enérgica repressão promovida pelo governo imperial foi bem sucedida, porque as forças militares conseguiram em pouco tempo pacificar a região, sem necessidade de confrontos mais sérios.